# ویرکو بلی
ویرکو بلی (انگلیسی: Virko Baley؛ زادهٔ ۲۱ اکتبر ۱۹۳۸) آهنگساز اهل اوکراین است.
وی همچنین برندهٔ جوایزی همچون جایزه ملی شوچنکو شده‌است.